# Dangerous (album av Decemberadio)
Dangerous är debutalbumet av rockgruppen DecembeRadio. Det släpptes 2005.

## Låtlista
1. "Dangerous" – 3:55
2. "Love Found Me" – 4:17
3. "Lifetime with You" – 4:10
4. "Narrow" – 3:30
5. "Start a Party" – 3:04
6. "What I Got" (Josh Reedy, Brian Bunn, Wilbanks) – 3:17
7. "Love Spoke Her Name" (Reedy, Bunn, Wilbanks) – 4:46
8. "Live and Breathe" (Reedy, Bunn, Wilbanks) – 4:32
9. "Are You Gonna Go My Way" (Lenny Kravitz, Craig Ross) – 3:32
10. "Innocence" – 3:50

## Medverkande
- Brian Bunn – lead guitar, sång, trumprogrammering
- Eric Miker – rhythm guitar, sång, trumprogrammering
- Josh Reedy – basgitarr, keyboard, sång, trumprogrammering

### Övriga medverkande
- Scotty Wilbanks – B3, keyboard på spår 3,6,7,8
- Dave Bollinger – trummor keyboard på spår 3,6,7,8
- Brandon Eller – trummor på "Are You Gonna Go My Way"